# Umwandlungssatz
Unter dem Umwandlungssatz versteht man im schweizerischen Pensionskassensystem den Prozentsatz des angesparten Kapitals, der den Pensionierten als Rente jährlich ausbezahlt wird. Er ist in Art. 14 Abs. 2 des BVG geregelt. Die Höhe des Umwandlungssatzes steht in engem Zusammenhang mit den möglichen Renditen und Kosten der Pensionskassen sowie der Lebenserwartung der jeweiligen Rentnergeneration. Von der Veränderung des Umwandlungssatzes sind jeweils nur die neuen Renten betroffen.

## Mindestumwandlungssatz
Für den obligatorischen Teil der beruflichen Vorsorge (Pensionskasse) wird durch das Parlament ein Mindestumwandlungssatz festgelegt. Da die Lebenserwartung in den letzten zwanzig Jahren stark gestiegen ist, wurde im Rahmen der 1. BVG-Revision eine Senkung der Mindestumwandlungssatzes von 7,2 % auf 6,8 % beschlossen. 2011 betrug dieser Satz noch 6,95 % für Männer und 6,9 % für Frauen. Eine weitere Senkung auf 6,4 % wurde im Parlament angenommen. Dagegen wurde von gewerkschaftlicher Seite das Referendum ergriffen, so dass es am 7. März 2010 zu einer Volksabstimmung kam in der 72,7 % des Schweizervolkes die Anpassung des Mindestumwandlungssatzes ablehnte. Ende Dezember 2011 hat das Eidgenössische Departement des Innern die Anhörung zum Bericht zur Zukunft der 2. Säule eröffnet. Der Bericht enthält eine umfassende Problemanalyse und Lösungsansätze zu den verschiedenen Reformpunkten, insbesondere zum Mindestumwandlungssatz, zur Legal Quote und zu den Verwaltungskosten. Darin stellt der Bundesrat erneut eine Senkung des Mindestumwandlungssatzes zur Debatte. Anders als vor zwei Jahren ist der Widerstand dagegen nicht mehr so heftig. Aufgrund des sehr tiefen Zinsumfelds, das den Pensionskassen kaum noch Renditen ermöglicht, und der ständig steigenden Lebenserwartung, können sich mittlerweile auch bisherige Gegner vorstellen, eine Senkung des Umwandlungssatzes mitzutragen, sofern diese sozial abgefedert wird.

## Bestimmung des Mindestumwandlungssatzes
Die Festlegung des Mindestumwandlungssatzes ist ein politischer Prozess. Zur Bestimmung der Höhe müssen verschiedene Annahmen getroffen werden, insbesondere:
- Wie lange wird der frisch pensionierte Rentner im Durchschnitt leben. (Bedingte Lebenserwartung)
- Wie viel Ertrag kann auf seinem Sparkapital erzielt werden.
- Welche zusätzlichen Kosten sind zu erwarten (z. B. Verwaltungskosten, Witwenrenten, Invalidenrenten)
- Das verfassungsmässig garantierte Leistungsziel (Die Volksversicherung AHV und die Pensionskasse müssen nach der Pensionierung die Fortsetzung der gewohnten Lebenshaltung sicherstellen).